# マイルス・シンダコム
マイルス・シンダコム（Miles Sindercombe、生年不詳 - 1657年2月13日）は、イングランド共和国時代の1657年に、護国卿オリバー・クロムウェルの暗殺を謀った一党の指導者。

## 軍歴
シンダコムはケントに生まれ、外科医の徒弟修行を経験した。清教徒革命時のイングランド内戦において、円頂党平等派（水平派）の一員となった。1649年に所属していた連隊の反乱に関わったが、これは失敗に終わり、シンダコムは逃亡した。1655年、シンダコムはスコットランドの騎兵連隊の一員として姿を現し、地域の軍隊を掌握する計画に参画した。これも失敗すると、シンダコムはネーデルラント連邦共和国に逃亡した。

## 策謀家
1656年、シンダコムはフランドルで、やはり水平派の一員で、反クロムウェルの策謀家だったエドワード・セクスビー（en）に出会った。シンダコムは清教徒共和国の回復を夢見て、セクスビーによるクロムウェル暗殺計画の策謀に加わった。セクスビーは資金と武器を提供した。
1656年のうちにシンダコムはイングランドに戻り、協力者を集めたが、その中には脱走兵士ジョン・セシル (John Cecil)、明らかに詐欺師のウィリアム・ボーイズ (William Boyes)、クロムウェルのライフガード（近衛兵）であるジョン・トゥープ (John Toope) がいた。トゥープはクロムウェルの動向についての情報を一味に提供した。

## 暗殺の試み
当初の計画は、シンダコムがウェストミンスターのキング・ストリートに借りていた家を使って、馬車でクロムウェルが通るときに射殺するというものであった。しかし、この家は実際の犯行後に逃亡することが難しいということに気づき、この計画は取りやめとなった。
次にシンダコムは、ジョン・フィッシュ (John Fish) という偽名でウェストミンスター寺院近くの別の家を借りた。1656年9月17日、ウェストミンスター寺院から議会へ行くクロムウェルの馬車を、火縄銃で撃つという段取りだった。しかし、家の外に多数の群衆が集まったので、実行者となるはずだったボーイズが狼狽し、この試みも放棄された。
シンダコムたちは、クロムウェルが毎週金曜日の習慣にしていたハンプトン・コート宮殿への移動の際にクロムウェルを撃とうと考え、クロムウェルの乗る馬車が狭い道を通るところで撃とうということになった。ところが、いざ実行しようとした金曜日には、たまたまクロムウェルは出かけるのを取りやめたため、一味の思惑は外れた。
さらに、クロムウェルがハイド・パークを歩いているときに撃つという案が出た。犯行後の逃走を容易にするために、公園のゲートの蝶番をあらかじめ壊し、ジョン・セシルはクロムウェルとその側近の後をつけた。ところが、クロムウェルがセシルの馬に目を留めて、近くに来るように声をかけた。セシルは動揺して、クロムウェルを撃ちそびれてしまった。後日、セシルは馬の状態が悪く逃げ出せなかったのだと語ったという。

## 捕縛
何度も暗殺失敗を重ねるうち、クロムウェル側の情報を取り仕切っていたジョン・サーロー（en）は暗殺計画が進められていることを察していた。サーローは、大陸に派遣していたスパイたちから、陰謀の存在を聞かされていた。
シンダコムの次の計画は、ホワイトホール宮殿に火を放って護国卿もろとも焼き払うというものであった。ボーイズが、火薬、タール（乾留液）、ピッチなどの爆発物をそろえ、1657年1月8日、宮殿の礼拝堂にこれを仕掛けた。ところが、変心したトゥープが計画を当局に通報した。一味が現場を離れた後、衛兵たちによって爆弾は取り除かれた。
サーローは一味を捕らえるよう命じ、セシルは簡単に捕まったが、ボーイズは逃げ去った。シンダコムは衛兵と闘い、衛兵のひとりは鼻の一部を削がれた。捕縛されたセシルとシンダコムはロンドン塔に送られた。
セシルは観念してすべてを告白した。トゥープの協力を得て、サーローはセクスビーが陰謀に関わっていたことをつきとめ、調査した内容を議会に開示した。

## 裁判と死
シンダコムは、取り調べに協力しないままであった。1657年2月9日、セシルとトゥープのシンダコムに敵対する証言を受け、シンダコムは反逆罪で有罪となった。処刑の恥辱を望まなかったシンダコムは、2月13日にロンドン塔内の牢獄で自殺した。